# Bulbophyllum flabellum-veneris
Bulbophyllum flabellum-veneris là một loài phong lan thuộc chi Bulbophyllum.

## Hình ảnh

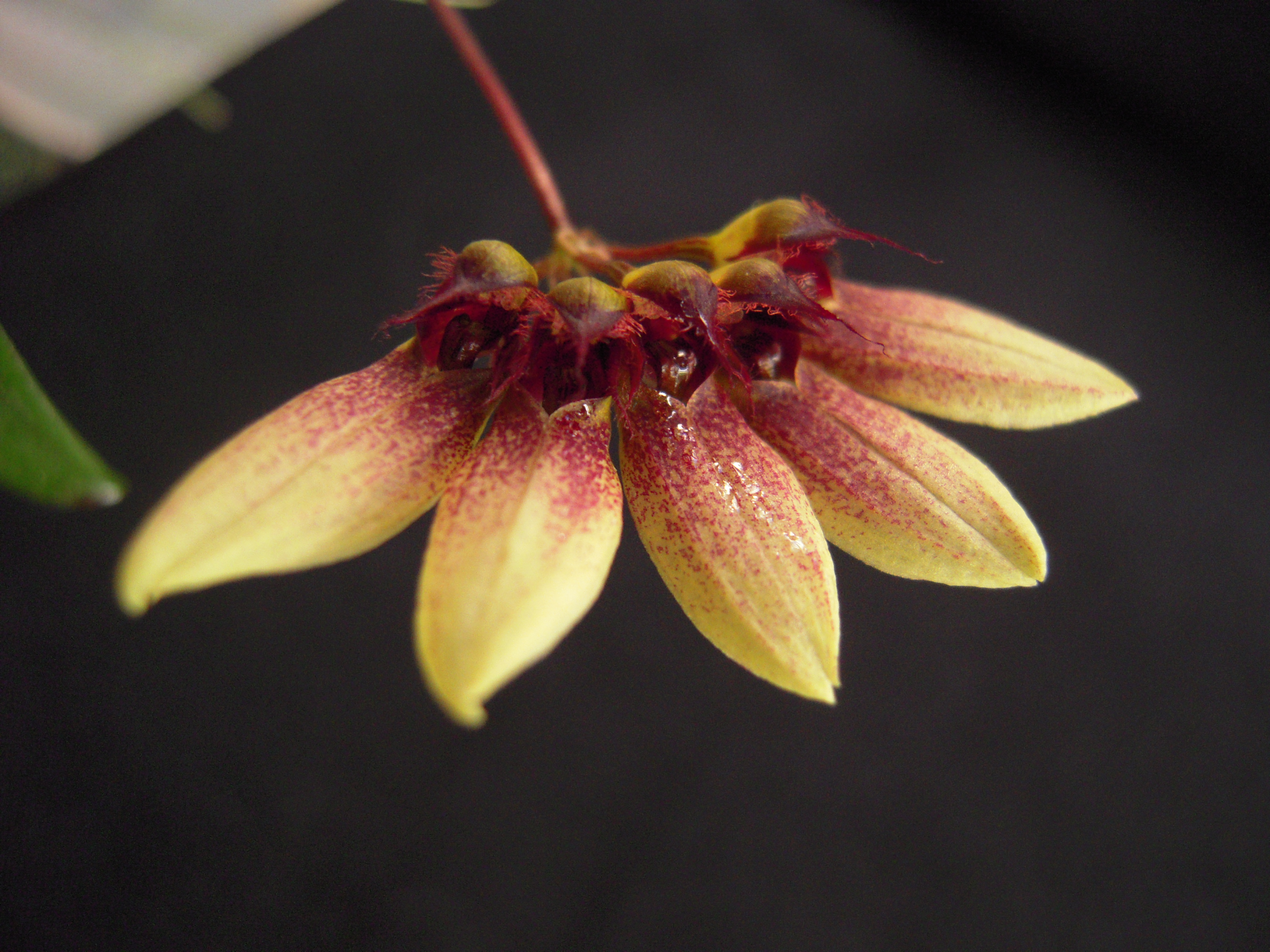